# Société Nationale des Chemins de Fer Luxembourgeois
De Société Nationale des Chemins de Fer Luxembourgeois (afgekort CFL) (Nederlands: Luxemburgse Spoorwegen) is de nationale spoorwegmaatschappij van het Groothertogdom Luxemburg. In 1946 besloot de Luxemburgse regering alle spoorwegondernemingen onder te brengen in een staatsonderneming. De CFL werd op 14 mei 1946 opgericht. De Luxemburgse staat bezit 94% van de aandelen van het bedrijf. De Belgische overheid bezit 4% van de aandelen en de Franse overheid 2%. De lengte van het spoorwegnet is 617 km waarvan 140 km dubbelsporig en 574 km geëlektrificeerd.

## Geschiedenis
Het groothertogdom Luxemburg behoorde als soevereine staat van 1815 tot 1866 tot de Duitse bond. Bij het Verdrag van Londen (1839) werd Luxemburg opgesplitst en verloor het meer dan de helft van zijn grondgebied aan België. Volledige onafhankelijkheid werd in 1867 verkregen. Er bestond een personele unie met Nederland van 1815 tot 1890. Van 1842 tot 1918 was het groothertogdom Luxemburg nog lid van de Zollverein, de vereniging van Duitse staten ter bevordering van handel en industrie.
Al in de 19e eeuw ontstonden de eerste spoorlijnen aangelegd door twee groepen van ondernemers.
- Compagnie Guillaume Luxembourg (GL)
- Société Anonyme Luxembourgeoise des Chemins de fer et Minières Prince Henri (PH)

### Compagnie Guillaume Luxembourg (GL)
De Compagnie Guillaume Luxembourg (in het Duits: Luxemburgische Wilhelmsbahn), officieel Société royale grand-ducale des Chemins de Fer Guillaume-Luxembourg, Königlich-Großherzogliche Wilhelm-Luxemburg-Eisenbahngesellschaft, werd in 1857 opgericht, met als doel vanuit Luxemburg-stad vier spoorlijnen aan te leggen: naar de Franse grens (richting Thionville), de Belgische grens (richting Aarlen), de Duitse grens (richting Trier) en naar de noordgrens van het Groothertogdom richting Weiswampach via Diekirch. Deze vier lijnen vormen nog de ruggengraat van het net. De exploitatie werd in een op 6 juni 1857 ondertekende overeenkomst voor de duur van 50 jaar overgedragen aan de Franse Compagnie de l'Est.

#### Trajecten
In het jaar 1859 kon men de hoofdstad Luxemburg zowel uit de westelijke richting van Brussel over Aarlen alsmede uit de zuidelijke richting van Metz bereiken. De verbinding in oostelijke richting bracht het spoor in 1861 richting Trier.
In 1929, toen de bedrijfsvoering inmiddels in handen was van de Straatsburgse Administration des Chemins de Fer d'Alsace et de Lorraine, hadden de trajecten van de Luxemburgische Wilhelmsbahn al een lengte van 180 kilometer.
- 04 oktober 1859: Luxemburg – Kleinbettingen – Grens (– Brussel) 19 km
- 05 oktober 1859: Luxemburg – Bettembourg (– Thionville – Metz) 17 km
- 23 april 1860: Bettembourg – Noertzange – Esch 10 km
- 01 juni 1860: Noertzange – Tétange – Rumelange-Oetrange 7 km
- 29 augustus 1861: Luxemburg – Wasserbillig (– Igel – Trier Hbf) 38 km
- 21 november 1862: Ettelbruck – Diekirch 4 km
- 20 februari 1867: Luxemburg – Ettelbruck – Clervaux – Troisvièrges (– Luik) 77 km
- 01 november 1881: Esch-sur-Alzette (– Audun le Tiche) 1 km
- 04 november 1889: Troisvièrges – Wilwerdange (– St. Vith) 7 km

Alleen goederenvervoer (24 km):
- 29 september 1884: Bettembourg – Dudelange-Ville – Dudelange-Usines 6 km
- Dudelange-Usines – Reiteschkopp (Ertslaadplaats) 1 km
- Rumelange-Otange – Langenacker Ertslaadplaats 3 km
- Tétange – Langengrund – Kirchberg Ertslaadplaats 3 km
- Fentange – Oetrange 11 km

Daarnaast bezat het bedrijf nog twee goederenspoorlijnen in Lotharingen.

#### Aanleg lijn Brussel – Luxemburg
Op Belgisch grondgebied werd deze lijn aangelegd en geëxploiteerd door de Grande Compagnie du Luxembourg. Ze heeft een totale lengte van 227,6 km en bestaat uit drie delen. Het eerste deel, de verbinding Brussel – Namen (spoorlijn 161), heeft een lengte van 60 km. Het tweede deel, de verbinding Namen – Aarlen – Luxemburgse grens bij Sterpenich (spoorlijn 162), heeft een lengte van 148,8 km. Het derde deel van Kleinbettingen Grens naar Luxemburg (stad) (lijn 5), heeft een lengte van 18,8 km.
Op 15 mei 1858 werd het eerste deel van spoorlijn 162, tussen Namen en Ciney officieel geopend. Op 17 juli 1858 werd de spoorlijn verlengd tot Grupont en vanaf 27 oktober 1858 kon men per trein naar Aarlen reizen. Op 14 september 1859 werd de verbinding tussen Aarlen en de Luxemburgse grens geopend. De opening van het traject tussen de grens en Luxemburg (stad) volgde op 4 oktober 1859.
In 1873, na de overname van de Grande Compagnie du Luxembourg door de Belgische Staatsspoorwegen, werd de gehele spoorlijn op dubbelspoor gebracht. En sinds 30 september 1956 is de hele spoorlijn geëlektrificeerd met een bovenleidingspanning van 3 kV.
De maximumsnelheid op het gehele traject bedraagt 130 km/u. Tussen Jemelle en Forrières is de snelheid beperkt tot 100 km/u en in de bochten bij Mirwart is de snelheid beperkt tot 90 km/u. De snelheid is eveneens beperkt tussen Luxemburg Hollerich en Luxemburg (stad) station tot 60 km/u.

#### Goederentreinen
Het traject Brussel – Namen – Aarlen – Luxemburg (spoorlijn 161 en spoorlijn 162) is door de te steile hellingen ongeschikt voor zware goederentreinen. De helling tussen Ottignies en Mont-Saint-Guibert bedraagt 17 promille en de afdaling naar de Maas bedraagt 18 promille. Goederentreinen richting Luxemburg en Frankrijk rijden om via Charleroi-Sud langs spoorlijnen 140 en 130. Sinds juni 2001 kan er via een nieuwe verbinding (spoorlijn 147) tussen Fleurus en Auvelais gereden worden. Daarmee wordt Charleroi vermeden en kunnen de treinen direct doorrijden richting Namen en Luxemburg. Veelal maken goederentreinen tussen Namur – Dinant en Rodange – Luxembourg gebruik van de inmiddels met 25 kV geëlektrificeerde Athus-Maaslijn.

#### Luxemburgse Noordspoorlijn
De Luxemburgse Noordspoorlijn verbindt Luxemburg met Ettelbruck – Kautenbach – Troisvierges, als lijn 10 met het Belgische Rivage en Gouvy als spoorlijn 42. De spoorlijn werd vooral gebruikt voor goederenvervoer tussen Luxemburg en Luik.
Op 20 februari 1867 werd het eerste deel tussen Trois-Ponts en de Luxemburgse grens opengesteld, als deel van de internationale verbinding Luxemburg – Spa. Op 1 juli 1890 was de aansluitende verbinding van Luik via Rivage naar Trois-Ponts gereed.
De spoorlijn werd aanvankelijk aangelegd met enkelspoor, pas in de Eerste Wereldoorlog werd in België het baanvak Rivage – Vielsalm door de Duitse bezetter op dubbelspoor gebracht. De rest van de spoorlijn werd pas omstreeks 1922 dubbelsporig.
Tussen 1989 en de elektrificatiewerken in 1998 werd de gehele lijn weer op enkelspoor gebracht. In Luxemburg zijn delen van het traject echter ook tweesporig. De maximumsnelheid bedraagt 90 km/u.
Door de Luxemburgse spoorwegmaatschappij Chemins de Fer Luxembourgeois (CFL) en met geld van het Groothertogdom Luxemburg en van Europa, werd de lijn begin jaren 90 gemoderniseerd. Dit omvatte de elektrificatie van de gehele lijn met 25 kV wisselspanning, het opheffen van gelijkvloerse kruisingen en vernieuwing van de beveiliging. Op 22 december 1993 werd de spoorlijn van Luxemburg tot Gouvy geëlektrificeerd. Op 26 september 1999 was de elektrificatie uitgebreid tot Trois-Ponts, en op 28 mei 2000 was de hele lijn elektrisch. In Martinrive is een spanningsluis tussen 3 kV en 25 kV.

### Société Anonyme Luxembourgeoise des Chemins de fer et Minières Prince Henri (PH)
De Société Anonyme Luxembourgeoise des Chemins de fer et Minières Prince Henri, in het Duits de Luxemburgische Prinz Heinrich-Eisenbahn-und Erzgruben-Gesellschaft, bouwde een groot deel van de ringlijn door Luxemburg. Vanaf Diekirch heeft men in 1873-1874 de spoorlijn in het Sauertal aangelegd naar Echternach en Wasserbillig. Daar sloot de lijn aan op lijn 3 naar Trier. In hetzelfde jaar kwam een lijn gereed vanuit Esch-sur-Alzette over Pétange naar Kleinbettingen. In 1880 volgde de aansluitende lijn over Nördingen naar Ettelbruck aan de Noord-Zuidroute. Tegenwoordig is een groot deel van deze lijnen niet meer in gebruik. Verder werden er spoorlijnen richting België en Frankrijk aangelegd.
In Pétange werden in 1874 en 1886 aansluitingen gerealiseerd met het Belgische spoorwegnet en het Franse spoorwegnet. Van Kautenbach ten noorden van Ettelbruck bouwde men in 1881-1888 nog een verbinding met de Belgische stad Bastenaken. Grevenmacher an der Mosel was in 1891 aangesloten met het grensstation Wasserbillig.

#### Trajecten en openingsdata
De trajecten van de PH hadden in het jaar 1929 een lengte van 188 kilometer.
- 01 augustus 1873: Esch-sur-Alzette – Pétange 16 km
- 01 augustus 1873: Pétange – Hagen – Steinfort 18 km
- 08 december 1873: Diekirch – Grundhof – Echternach 27 km
- 20 mei 1874: Echternach – Wasserbillig 22 km
- 01 december 1874: Pétange – Rodange – Athus 5 km
- 20 december 1875: Pétange – Lamadelaine (Rollingen) (goederen vervoer) 6 km
- 07 maart 1877: Esch-sur-Alzette-Hoehl (goederen vervoer) 1 km
- 19 april 1879: Lamadelaine – Grens (goederen vervoer) 4 km
- 20 april 1880: Steinfort – Noerdange – Ettelbruck 34 km
- 01 juni 1881: Kautenbach – Wiltz 9 km
- 27 juni 1886: Rodingen (– Longwy) 2 km
- 01 juli 1888: Wiltz – Schimpach-Wampach (– Bastogne) 10 km
- 25 november 1891: Wasserbillig – Grevenmacher 6 km
- 1900: Luxemburg – Pétange 20 km
- ??? Hagen – Kleinbettingen 1 km

Meterspoor
- 4 november 1904: Grundhof – Beaufort 7 km
- 20 april 1904: Luxemburg – Echternach 45,85 km
- 1 januari 1899: Bettenbourg – Aspelt 10,19 km

### Buurtspoorlijnen
Naast de hoofdspoornet had Luxemburg nog zeven meterspoorlijnen. Deze werden geëxploiteerd door verschillende spoormaatschappijen. Deze lijnen waren:
- Luxemburg – Echternach (PH)
- Bettenbourg – Aspelt (PH)
- Grundhof – Beaufort (PH)
- Noerdange – Martelange (CFC:Cantonaux Luxembourgeois)
- Diekirch – Vianden (CFC:Cantonaux Luxembourgeois)
- Luxemburg – Mondorf – Remich (Secondaire Luxembourgeois)
- Cruchten – Larochette – Carrières – Enzen (Secondaire Luxembourgeois)[1]

De laatste van deze lijnen is opgeheven op 22 mei 1955. In Martelange was er een indirecte aansluiting met het metersporige buurtspoorwegnet in België.

### Chemins de Fer Luxembourgeois
In 1946 besloot de Luxemburgse regering alle bestaande spoorwegondernemingen onder te brengen in een staatsonderneming: de Société Nationale des Chemins de Fer Luxembourgeois (CFL). Na de Tweede Wereldoorlog had het Luxemburgse spoornet een lengte van 550 km. Aan het eind van 2003 was de lengte nog 275 km, daarmee is de CFL de kleinste nationale spoorwegmaatschappij ter wereld. Van het 275 kilometer lange netwerk is 140 km dubbelspoor en 135 km enkelspoor, en is ongeveer 95% geëlektrificeerd.
Bij CFL werken 3.200 mensen en in 2004 vervoerde het bedrijf ongeveer 13,7 miljoen passagiers en 17 miljoen ton aan goederen.

#### Activiteiten in Duitsland
De spoorlijn Niebüll - Dagebüll werd op 1 januari 2004 door de CFL overgenomen van de NVAG, en ging verder als Norddeutsche Eisenbahngesellschaft Niebüll (NEG).
Op 30 januari 2011 werd bekend dat CFL de aanbesteding van de uurdienst Regional-Express tussen Luxemburg en Trier en de daarop aansluitende uurdienst Regional-Express tussen Trier en Koblenz had gewonnen. De concessie loopt van december 2014 tot en met december 2029. Voor deze treindienst heeft CFL dubbeldekstreinen van het type KISS besteld bij Stadler Rail. De treinen zijn vernummerd in de serie 2300.

### Elektrische tractie
Het traject Luxemburg stad – Kleinbettingen – grens (– Aarlen) van de CFL werd op 30 september 1956 geëlektrificeerd met een spanning van 3.000 volt gelijkstroom. Dit is het systeem van de Belgische Spoorwegen. De andere trajecten van de CFL werden geëlektrificeerd met een spanning van 25.000 volt 50 Hz wisselstroom. Dit is het systeem van de Franse Spoorwegen in Noord-Frankrijk.
Het traject van Luxemburg stad tot Kleinbettingen grens zal worden geherelektrificeerd naar 25.000 volt 50 Hz wisselstroom samen met de Belgische spoorlijn Namen – Aarlen – grens.

### Beveiliging
De Luxemburgse spoorwegen hebben in 2014 ERTMS niveau 1 op het hele net ingevoerd. Halverwege 2017 was het bestaande MEMOR II+ beveiligingssysteem uitgefaseerd en zijn alle treinen met ERTMS uitgerust.

## Spoorlijnen en stations

### Spoorlijnen (stand 2018)
- Lijn 1: Luxemburg – Ettelbruck – Kautenbach – Troisvierges – grens – richting Gouvy (België)
  - Lijn 1a: Ettelbruck – Diekirch
  - Lijn 1b: Kautenbach – Wiltz
- Lijn 2: Pétange – Ettelbruck; onderbroken tussen Pétange en Bissen
  - Lijn 2b: Ettelbruck – Bissen
- Lijn 3: Luxemburg – Wasserbillig – grens – richting Trier (Duitsland)
- Lijn 4: Luxemburg / Berchem – Oetrange
- Lijn 5: Luxemburg – Kleinbettingen – grens – richting Aarlen (België)
- Lijn 6: Luxemburg – Bettembourg – grens – richting – Thionville (Frankrijk)
  - Lijn 6a: Bettembourg – Esch-sur-Alzette
  - Lijn 6b: Bettembourg – Volmerange-les-Mines (Frankrijk)*
  - Lijn 6c: Noertzange – Rumelange
  - Lijn 6d: Tétange – Langengrund
  - Lijn 6e: Esch-sur-Alzette – Audun-le-Tiche (Frankrijk)*
  - Lijn 6f: Esch-sur-Alzette – Pétange
  - Lijn 6g: Pétange – Rodange – grens – richting – Aubange (België)
  - Lijn 6h: Pétange – Rodange – grens – richting Mont St Martin (Frankrijk)
  - Lijn 6j: Pétange – Rodange – grens – richting Athus (België)
  - Lijn 6k: Y Brucherberg – Y Scheuerbusch
- Lijn 7: Luxemburg – Pétange

Lijnen 6b en 6e eindigen op Frans grondgebied, maar zijn echter volledig in beheer van de CFL. Deze lijnen hebben in Frankrijk geen aansluitingen op andere spoorlijnen.

### Stations
| - station Audun-le-Tiche (F) - station Bascharage-Sanem - station Belval-Rédange - station Belval-Usines - station Belvaux-Soleuvre - station Berchem - station Bertrange-Strassen - station Bettembourg - station Betzdorf - station Capellen - station Cents-Hamm - station Clervaux - station Colmar-Berg - station Cruchten - station Diekirch - station Differdange - station Dippach-Reckange - station Dommeldange - station Drauffelt - station Dudelange-Burange - station Dudelange-Centre - station Dudelange-Usines - station Dudelange-Ville | - station Echternach - station Esch-sur-Alzette - station Ettelbruck - station Goebelsmühle - station Heisdorf - station Hollerich - station Kautenbach - station Kayl - station Kleinbettingen - station Lamadelaine - station Leudelange - station Lintgen - Station Luxembourg - station Lorentzweiler - station Mamer - station Mamer Lycée - station Manternach - station Maulusmühle - station Merkholtz - station Mersch - station Mertert - station Michelau - station Munsbach | - station Niederkorn - station Noertzange - station Oberkorn - station Oetrange - station Paradiso - station Pétange - station Rodange - station Roodt - station Rumelange - station Sandweiler-Contern - station Schieren - station Schifflange - station Schouweiler - station Tétange - station Troisvierges - station Volmerange-les-Mines (F) - station Walferdange - station Wasserbillig - station Wecker - station Wiltz - station Wilwerwiltz |

## Gratis openbaar vervoer
Met ingang van 29 februari 2020 hoeven reizigers in bus, tram en trein geen kaartje meer te kopen, tenzij in de eerste klas gereisd wordt. Luxemburg is het eerste land dat openbaar vervoer gratis maakt voor iedereen. Deze maatregel is ingevoerd om de files op de wegen te verminderen en mensen te overtuigen de auto voor het openbaar vervoer te verruilen.
De CFL-treinen naar het Belgische station Athus en de Franse stations Audun-le-Tiche en Volmerange-les-Mines zijn ook gratis; voor de overige stations vlak over de grens geldt dat niet.

## Galerij

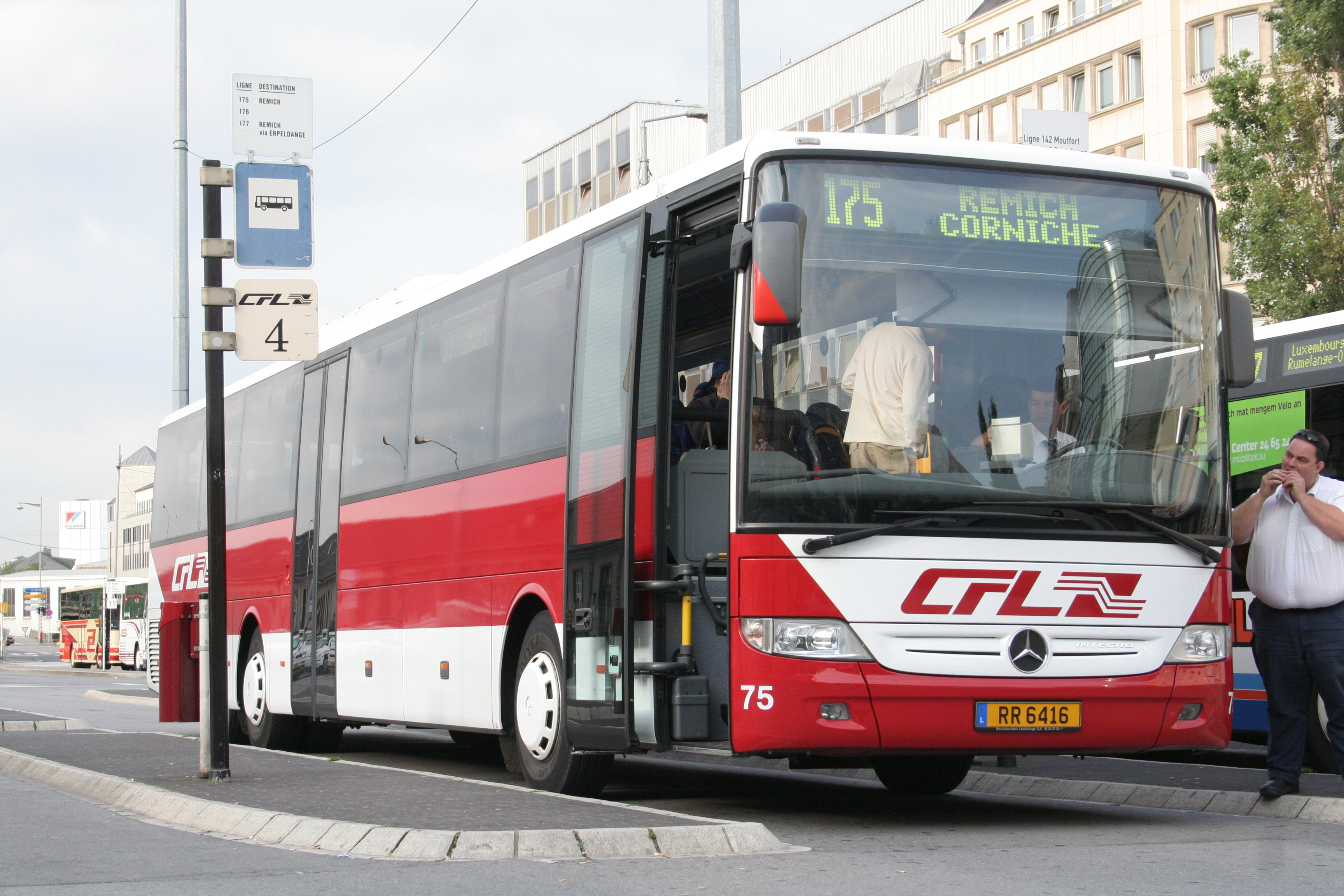
Behalve alle treindiensten verzorgt CFL ook enkele busdiensten in de omgeving van Luxemburg.